# Пионтковский, Юлиан Иванович
Юлиан Иванович Пионтковский (13 (25) февраля 1896, Киев — 27 апреля 1940) — советский летчик-испытатель.

## Биография
Родился 13 февраля (25 февраля по новому стилю) 1896 года в Киеве.
В 1911 году окончил городское училище, в 1914 году — ремесленное техническое училище, в 1916 году — класс авиамотористов Теоретических авиационных курсов при Петроградском политехническом институте, в 1919 году — Московскую авиационную школу.
В армии с 1915 года. Участник Первой мировой войны.
Во время Гражданской войны:
- июль 1919 − январь 1920 — лётчик, командир звена 19-го авиаотряда (Западный фронт),
- январь−апрель 1920 — лётчик 31-го авиаотряда (Западный фронт),
- апрель−август 1920 — лётчик 18-го авиаотряда (Юго-Западный фронт),
- август−октябрь 1920 — лётчик 14-го авиаотряда (Юго-Западный фронт).

После Гражданской войны продолжал службу в строевых частях ВВС.
В 1923—1924 годах — лётчик тренировочной авиаэскадрильи Управления ВВС (г. Москва). В августе 1924 − январе 1925 года — лётчик-инструктор Московской высшей авиационной школы. В январе — мае 1925 года — лётчик-инструктор Серпуховской авиационной школы воздушной стрельбы и бомбометания. В 1925—1927 годах — лётчик-инструктор Военно-воздушной академии имени Н. Е. Жуковского (в ноябре 1926 − октябре 1927 года — начальник лётного отделения ВВА).
С 1931 года — летчик-испытатель завода № 39. Испытывал серийные самолеты И-2, И-15, И-16, опытные И-Z, ТШ-1, ТШ-2, ДИ-4, ЛР, «Сталь-МАИ», БИЧ-7, БИЧ-14, ОКО-1. Прославился как выдающийся летчик-испытатель всех опытных самолетов ОКБ А. С. Яковлева, от АИР-1 (в 1927 году) до И-26 (в 1940 году). В испытательных полетах проявлял исключительное мастерство, выдержку, мужество. Установил три мировых рекорда, в том числе первые советские мировые рекорды — дальности и продолжительности полета — 19 июля 1927 года на АИР-1 (перелёт Севастополь — Москва; 1420 км за 15 часов 30 минут).
С большим успехом участвовал в перелетах легкомоторных самолетов в 1927, 1930, 1935, 1936 годах.
Погиб 27 апреля 1940 года при испытании истребителя И-26 (прототипа будущего Як-1). На малой высоте самолёт сорвался в штопор. Катастрофа произошла из-за производственного дефекта.
Похоронен в Москве на Новодевичьем кладбище (3 уч.).
Сын — Юрий Юлианович (1928—1938).

## Награды
- Награждён орденами Ленина (28.04.1939), Красной Звезды (17.8.1933), медалями[1].